# Biografielijst Wa

## Waa

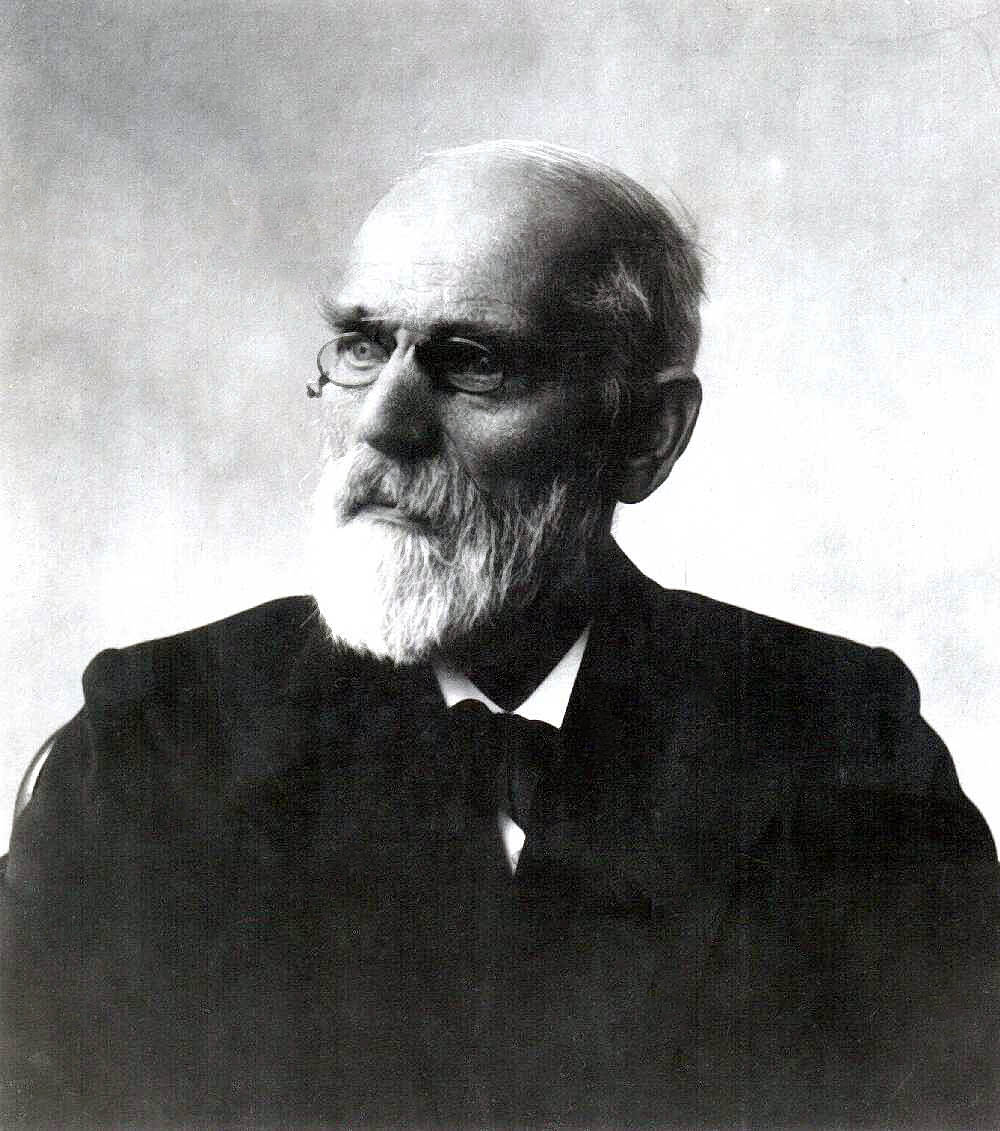
Johannes Diderik van der Waals

- Jan Waaijer (1952), Nederlands politicus
- Cees Waal (1943-2011), Nederlands jurist en politicus
- Frans de Waal (1948-2024), Nederlands bioloog
- Cornelis van der Waal (1919-1980), Nederlands theoloog en predikant
- Leen van der Waal (1928-2020), Nederlands werktuigbouwkundige en politicus
- Lodewijk de Waal (1950), Nederlands vakbondsbestuurder
- Rein de Waal (1904-1985), Nederlands hockeyer en -coach
- Simon de Waal (1961), Nederlands scenarioschrijver
- Jopie Waalberg (1920-1979), Nederlands zwemster
- Albert Waalkens (1920-2007), Nederlands hereboer, galeriehouder en kunstpromotor
- Harm Evert Waalkens (1948), Nederlands boer en politicus
- Anton van der Waals (1912-1950), Nederlands spion
- Jacqueline E. van der Waals (1868-1922), Nederlands dichteres, essayist, (tekst)schrijfster, vertaalster en lerares
- Joan Henri van der Waals (1920-2022), was Nederlands natuurkundige
- Johannes Diderik van der Waals (1837-1923), Nederlands natuurkundige
- Elly de Waard (1940), Nederlands dichteres, vertaalster, recensente en popcritica
- Hendrik de Waard (1922-2008), Nederlands natuurkundige
- Klaas de Waard (1918-1944), Nederlands marineofficier en Engelandvaarder
- Maaike de Waard (1996), Nederlands zwemster
- Petrus Johannes Waardenburg (1886-1979), Nederlands geneeskundige
- Stephan Lucien Joseph van Waardenburg (1900-1975), Nederlands gouverneur
- Paul de Waart (1898-1970), Nederlands journalist
- Paula de Waart (1876-1938), Nederlands toneel- en filmactrice
- Viggo Waas (1962), Nederlands cabaretier, televisieprogrammamaker, acteur en schrijver
- Joop Waasdorp (1917-1988), Nederlands schrijver en journalist

## Wab
- Jules Wabbes (1919-1974), Belgisch meubelontwerper en interieurarchitect
- Beat Wabel (1967), Zwitsers veldrijder, wielrenner en mountainbiker
- Jacob Waben (1575-1641), Hollands kunstschilder

## Wac
- Andres (Andy) Wachowski (1967), Amerikaans filmregisseur en -scriptschrijver
- Laurence (Larry) Wachowski (1965), Amerikaans filmregisseur en -scriptschrijver
- Ligya Wachter (1953), activiste voor vrouwenrechten en rechten van lesbiennes
- Rosina Wachtmeister (1939), Oostenrijks kunstenares
- Wilhelm Heinrich Wackenroder (1773-1798), Duits schrijver
- Fred Wacker (1918-1998), Amerikaans autocoureur

## Wad
- Ernest Waddell (1986), Amerikaans acteur
- Robert Waddell (1975), Nieuw-Zeelands roeier
- Aron Wade (1970-2024), Belgisch acteur
- Emma Wade (1979), Belizaans atlete
- John Francis Wade (1711-1786), Engels katholiek hymnedichter en jakobiet
- Robert Wadlow (1918-1940), Amerikaans langste mens ooit
- Anne Wadman (1919-1997), Nederlands schrijver, dichter, literatuurcriticus en letterkundige
- Jean Wadoux (1942), Frans atleet
- Lilou Wadoux (2001), Frans autocoureur

## Wae
- Maurice De Waele (1896-1952), Belgisch wielrenner
- Aert van Waes (ca. 1620-na 1664), Nederlands tekenaar, etser en kunstschilder
- Gerard van Waes (1913-2009), Nederlands politicus
- Tom Waes (1968), Vlaams presentator, acteur en televisieregisseur

## Waf
- Abu'l-Wafa Mohammed ibn-Mohammed ibn-Yahya ibn-Ismail Buzjani (940-ca. 997), Perzisch wiskundige en astronoom
- Emile Wafflard (1927-1994), Belgisch carambolebiljartspeler

## Wag

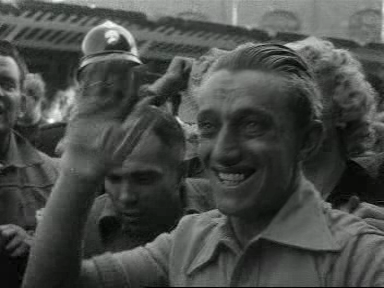
Wout Wagtmans

- Emilius Wagemans (1926-2011), Belgisch zanger
- Herman Paul Amandus Jules Wagemans (1918-2006), Belgisch advocaat en politicus
- Aad Wagenaar (1939-2021), Nederlands journalist
- Arie Huibrecht Dignus (Aad) Wagenaar (1940), Nederlands politicus
- Gerben Wagenaar (1912-1993), Nederlands politicus
- Jan Wagenaar (1709-1773), Nederlands historicus
- Jan Wagenaar (1888-1954), Nederlands schrijver
- Jan Wagenaar (1976), Nederlands krachtsporter en Sterkste Man van Nederland 2011
- Willem Albert Wagenaar (1941-2011), Nederlands psycholoog
- Linda Wagenmakers (1975), Nederlands actrice en zangeres
- Angel Wagenstein  (1922-2023), Bulgaars scenarioschrijver en auteur
- Shahied Wagid Hosain (1962-2021), Surinaams zanger en songwriter
- Ashley Wagner (1991), Amerikaans kunstschaatsster
- Charles Peter Wagner (1930-2016), Amerikaans voorganger en professor
- Cosima Wagner (1837-1930), Duits organisatrice, dochter van Franz Liszt, echtgenote van Richard Wagner
- Emily Wagner, Amerikaans actrice en kunstenares
- Helen Wagner (1918-2010), Amerikaans actrice
- Kathy Wagner (1977), Amerikaans actrice en filmproducente
- Otto Wagner (1841-1918), Oostenrijks architect
- Richard Wagner (1813-1883), Duits componist
- Siegfried Wagner (1869-1930), Duits componist, dirigent en directeur
- Wolfgang Wagner (1919-2010), Duits regisseur, decorontwerper en directeur
- Porter Wagoner (1927-2007), Amerikaans zanger
- Gabri de Wagt (1921-2003), Nederlands radiomaker
- Rini Wagtmans (1946), Nederlands wielrenner
- Wout Wagtmans (1929-1994), Nederlands wielrenner

## Wah

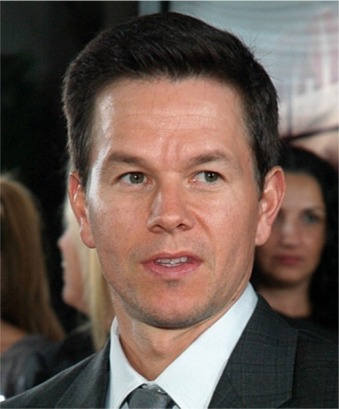
Mark Wahlberg

- Abdurrahman Wahid, bekend als Gus Dur, (1940-2009), Indonesisch president (1999-2001)
- Edgar de Wahl (1867-1948), Ests marineofficier en leraar, pionier van het Esperanto en auteur van de kunsttaal Occidental
- Henry Wahl (1915-1984), Noors schaatser
- Jean-Paul Wahl (1955), Belgisch politicus
- Ken Wahl (1954), Amerikaans acteur
- Mats Wahl (1945), Zweeds schrijver
- Tyson Wahl (1984), Amerikaans voetballer
- Donnie Wahlberg (1969), Amerikaans zanger en acteur
- Mark Wahlberg (1971), Amerikaans zanger en acteur
- Terry Wahls (1955), Amerikaans medicus

## Wai
- Gerhard Waibel (1958), Duits motorcoureur
- André Waignein (1914-1972), Belgisch componist, dirigent, trompettist en muziekpedagoog
- Richard Wailes (1936-2002), Amerikaans roeier
- Erick Wainaina (1973), Keniaans atleet
- Helen Wainwright (1906-1965), Amerikaans zwemster
- Albert Wairisal (1909-1990), eerste premier van de Republik Maluku Selatan (RMS)
- Michel Waisvisz (1949-2008), Nederlands componist en muzikant
- Thomas G. Waites (1955), Amerikaans acteur
- Grete Waitz-Anderson (1953-2011), Noors atlete

## Waj
- Andrzej Wajda (1926), Pools filmregisseur
- Cécile Wajsbrot (1954), Frans schrijfster

## Wak
- Rhys Wakefield (1988), Australisch acteur
- Adam Wakeman (1974), Brits toetsenist
- Jemma Wakeman (1983), Brits zangeres
- Oliver Wakeman (1972), Brits toetsenist
- Rick Wakeman (1949), Brits toetsenist
- Douglas Wakiihuri (1963), Keniaans atleet
- Karel Wakker (1944-2025), Nederlands ruimtevaartkundige en hoogleraar ruimtevaarttechniek
- Willem Wakker (1879-1959), Nederlands atleet
- Gabriel Zubeir Wako (1941), Soedanees rooms-katholiek geestelijke
- Selman Waksman (1888-1973), Amerikaans biochemicus en microbioloog

## Wal

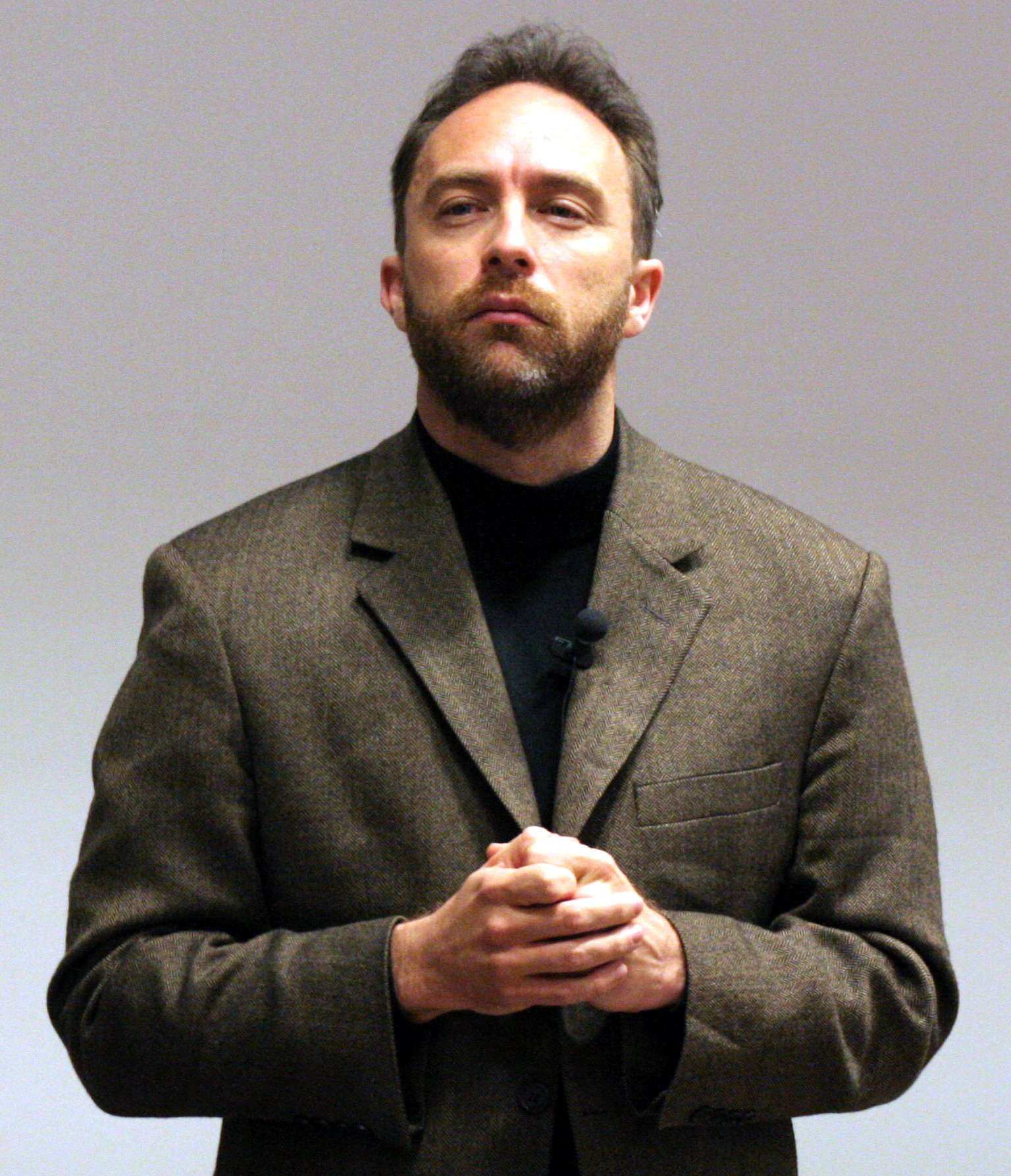
Jimmy Wales

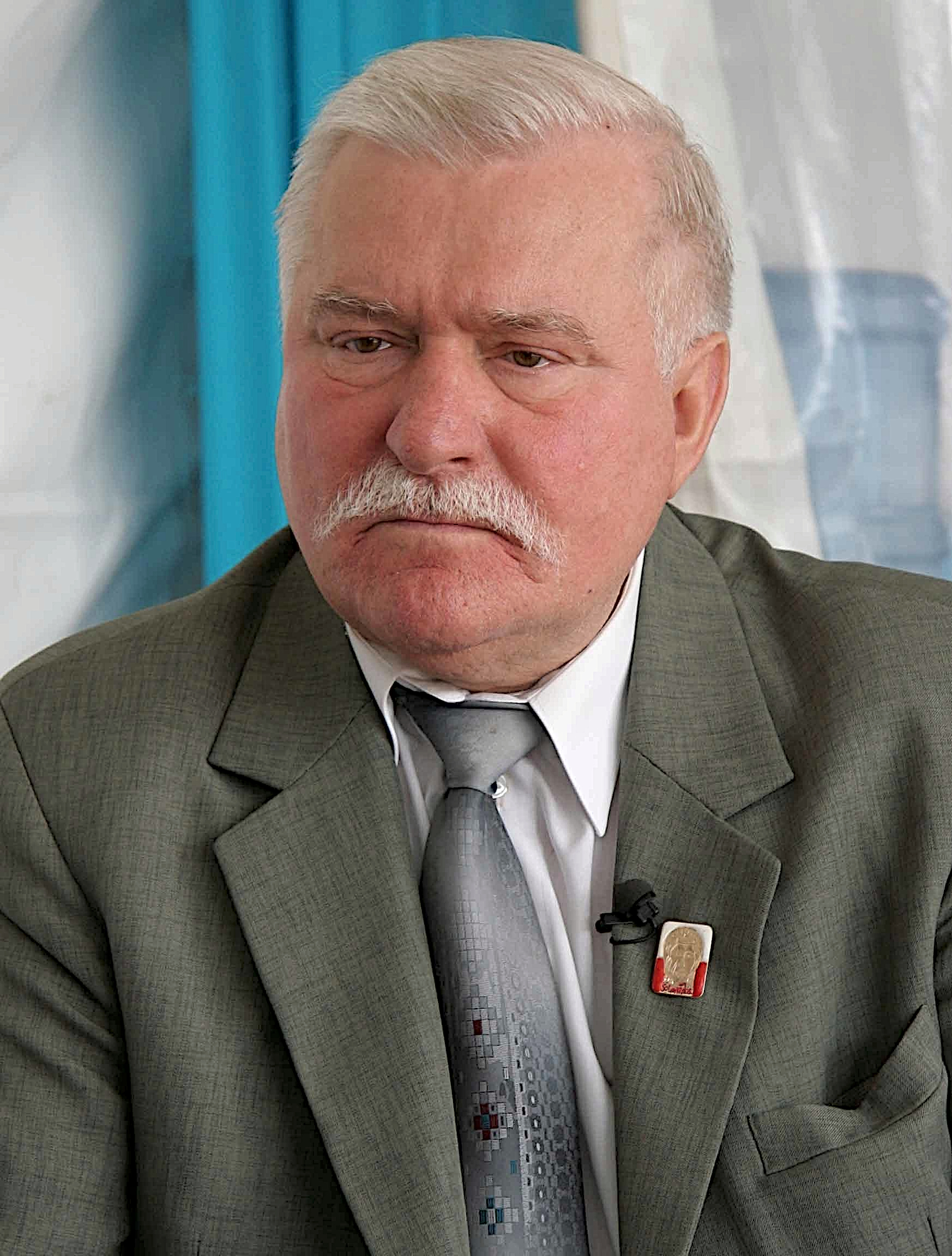
Lech Wałęsa

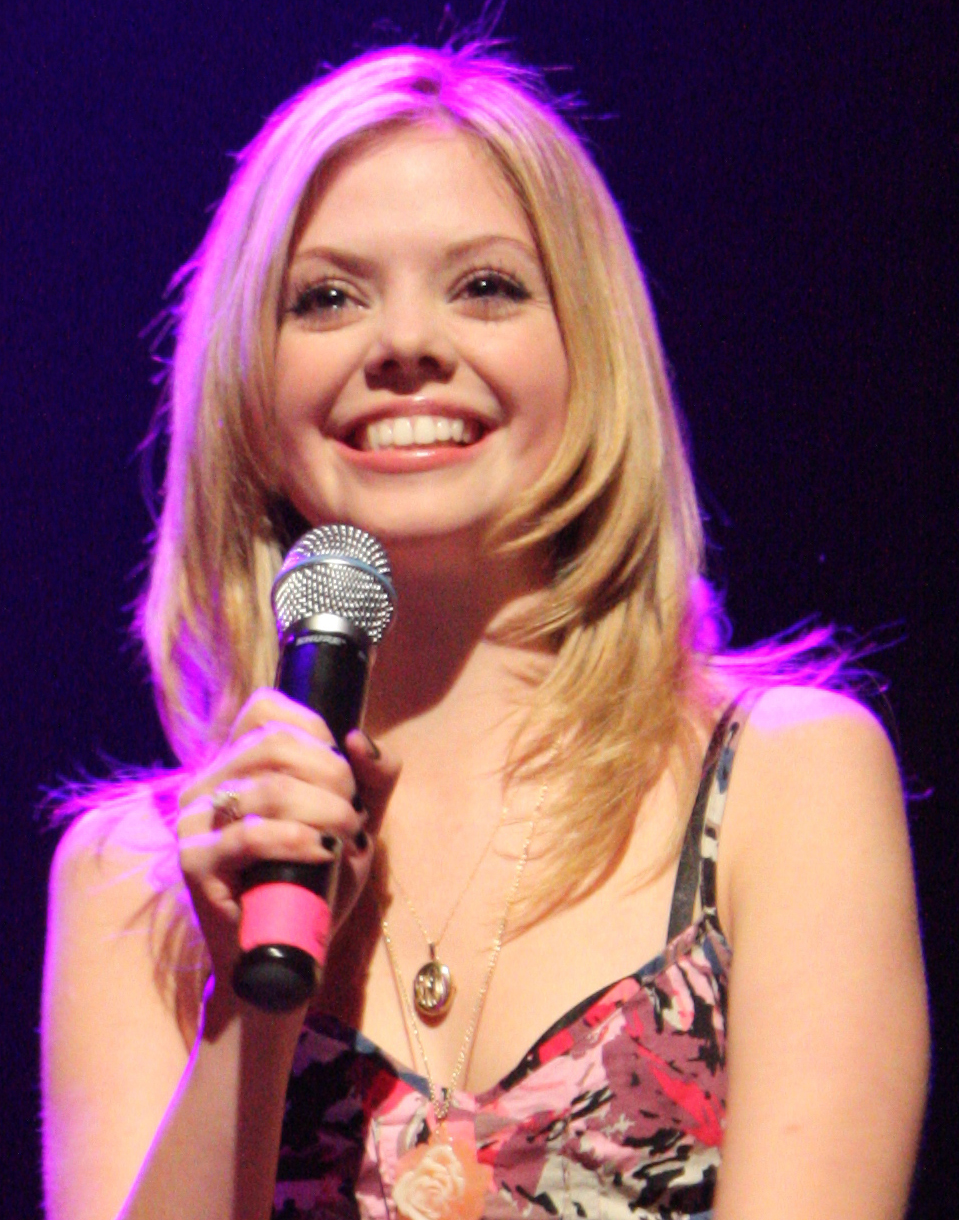
Dreama Walker, 2010

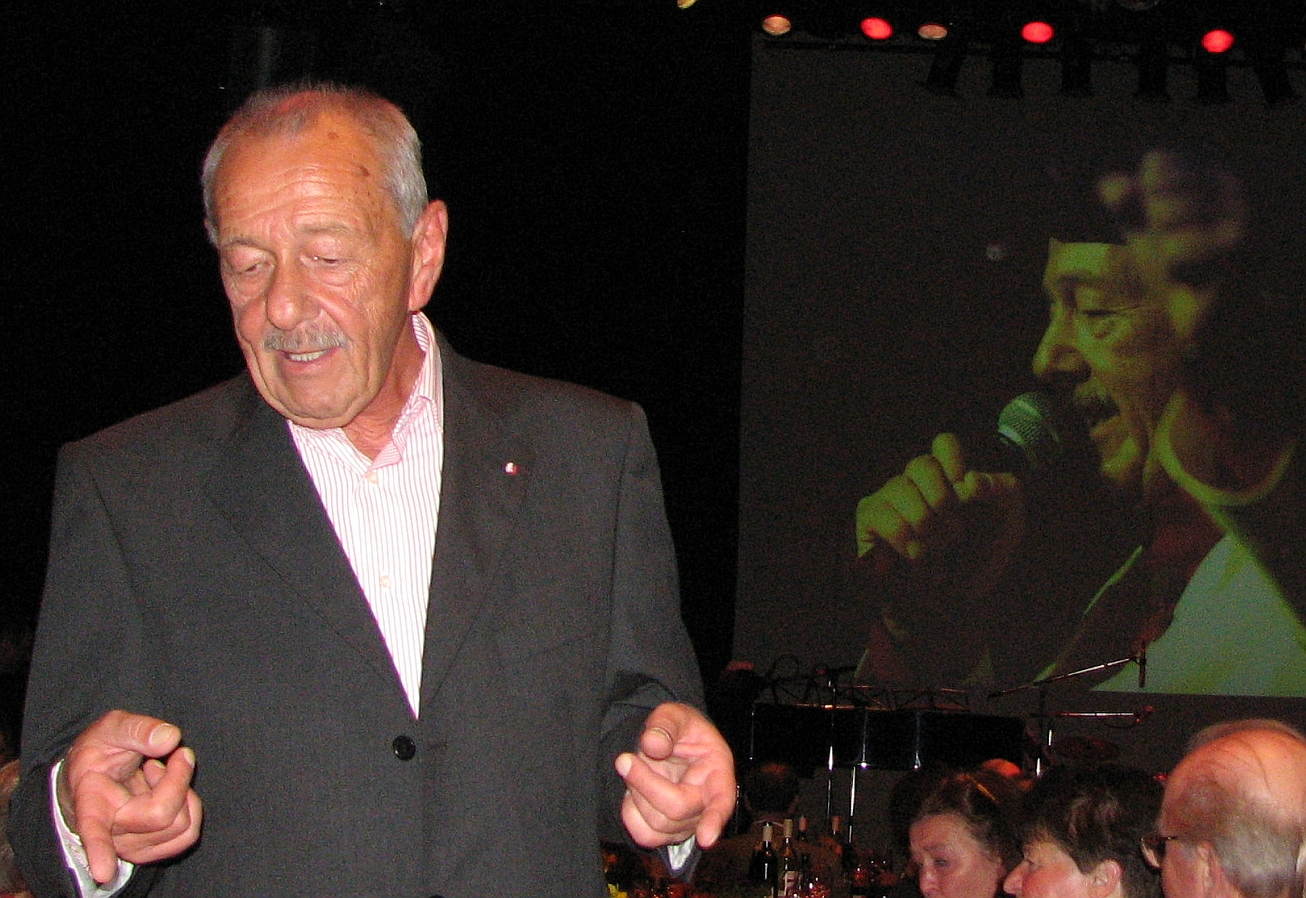
Christian Wallner

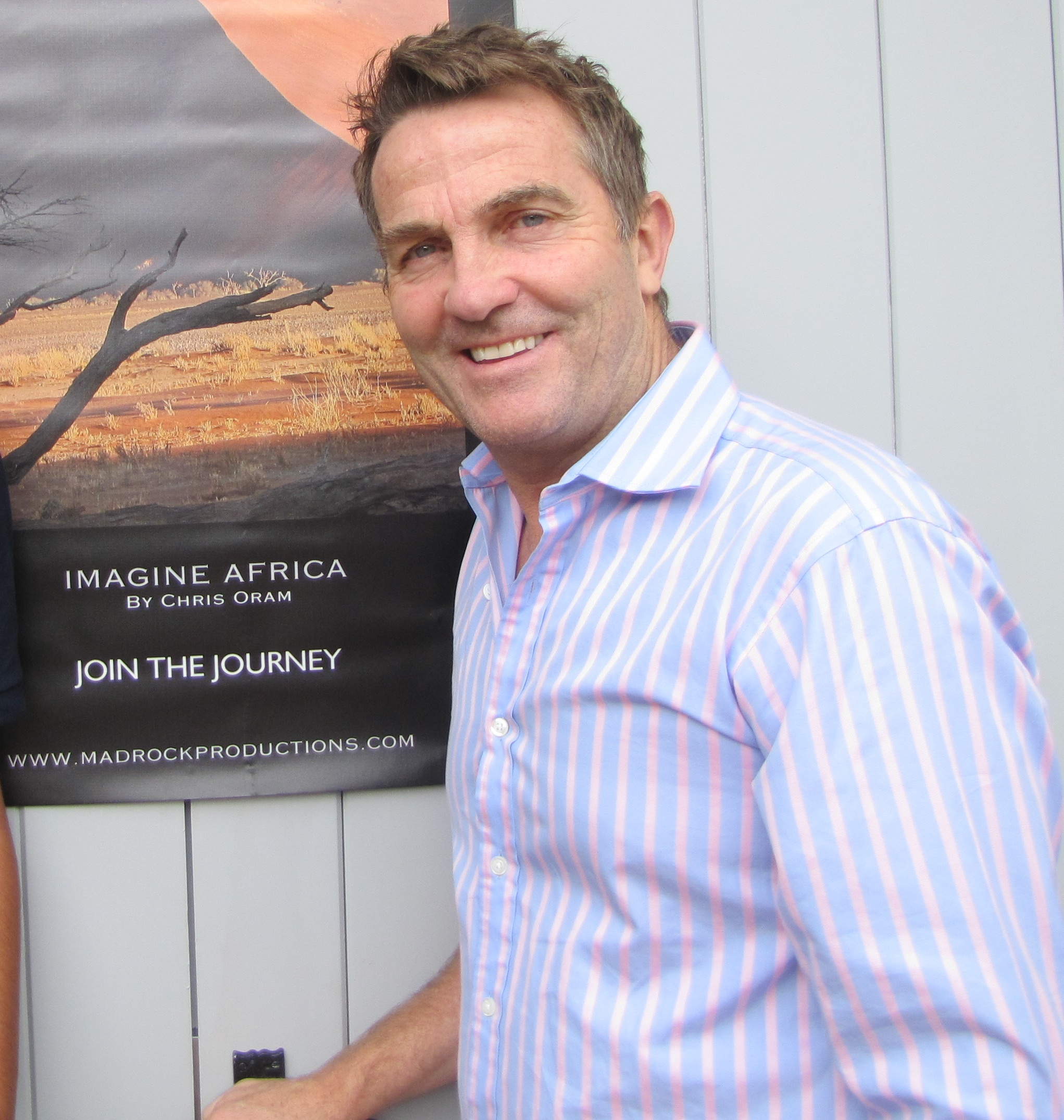
Bradley Walsh, 2012

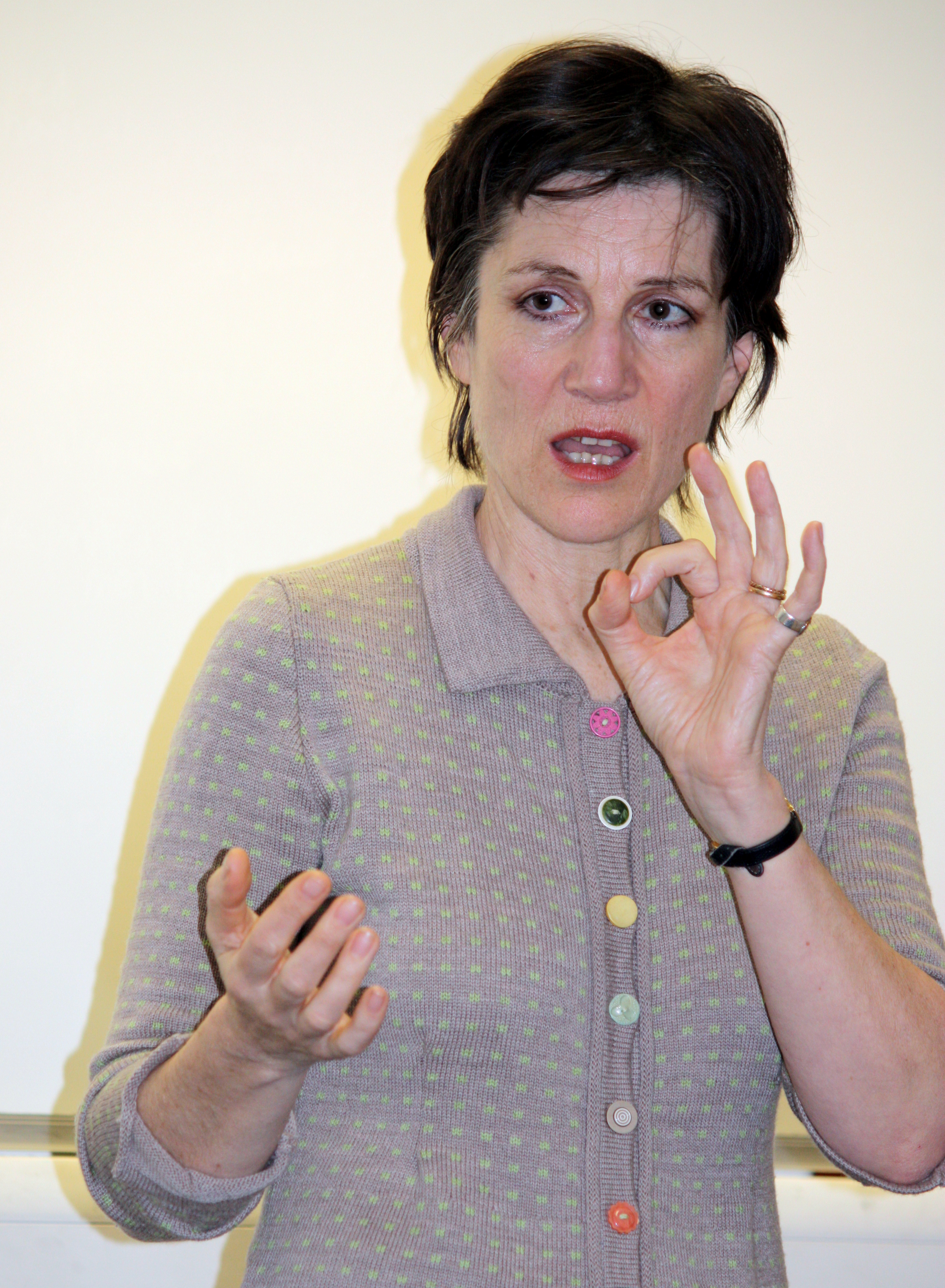
Harriet Walter, 2009

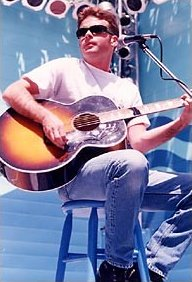
Jamie Walters

- Eric van der Wal (1960), Nederlands cartoonist
- Floor van der Wal (1985-2011), Nederlands cabaretière
- Jannes van der Wal (1956-1996), Nederlands dammer
- Klaasje van der Wal (1949-2018), Nederlands gitarist en bassist
- Marieke van der Wal (1979), Nederlands handbalster
- Rence van der Wal (1989), Nederlands voetballer
- Johannes Walaeus (1604-1649), Nederlands geneeskundige
- Louina Walakutty-Salamena (1917-1992), Moluks leidsvrouw
- Genia Walaschek (1917-2007), Zwitsers voetballer en voetbaltrainer
- Stanisława Walasiewicz (1911-1980), Pools atlete
- Helmut Walcha (1907-1991), Duits organist
- Michael Walchhofer (1975), Oostenrijks alpineskiër
- Charles Walcott (1850-1927), Amerikaans paleontoloog
- Keshorn Walcott (1993), atleet uit Trinidad en Tobago
- George Wald (1906-1997), Amerikaans biochemicus en Nobelprijswinnaar
- Elisabeth van Waldeck († 1385), Duitse adellijke vrouw
- Josias I van Waldeck-Eisenberg (1554-1588), Duits graaf
- Otto V van Waldeck-Eisenberg (ca. 1504-1541), Duits graaf en geestelijke
- Wolraad II van Waldeck-Eisenberg (1509-1578), Duits graaf
- Wolraad III van Waldeck-Eisenberg (1562-1587), Duits graaf en militair
- Wolraad IV van Waldeck-Eisenberg (1588-1640), Duits graaf
- Filips V van Waldeck-Landau (ca. 1519/20-1584), Duits graaf en kanunnik
- Frans II van Waldeck-Landau (ca. 1526-1574), Duits graaf
- Johan I van Waldeck-Landau (1521/22-1567), Duits graaf
- Johan II van Waldeck-Landau (1623-1668), Duits graaf
- Karel August van Waldeck-Pyrmont (1704-1763), Duits vorst
- Wittekind zu Waldeck und Pyrmont, (1936-2024), Duits prins
- Hendrik VII van Waldeck-Waldeck († 1442), Duits graaf
- Charlotte Johanna van Waldeck-Wildungen (1664-1699), Duits aristocrate
- Christiaan van Waldeck-Wildungen (1585-1637), Duits graaf
- Christiaan Lodewijk van Waldeck-Wildungen (1635-1706), graaf van Waldeck-Wildungen (1645-1692), graaf van Waldeck (1692-1706) en graaf van Pyrmont (1692-1706)
- Filips VII van Waldeck-Wildungen (1613-1645), Duits graaf
- Josias II van Waldeck-Wildungen (1636-1669), Duits graaf en generaal
- Magdalena van Waldeck-Wildungen (1558-1599), Duits gravin
- Björn Waldegård (1943-2014), Zweeds rallyrijder
- Gerard Walden (1909-2005), Nederlands revueartiest en acteur
- Herwarth Walden (1878-1941), Duits dichter en uitgever
- Ricky Walden (1982), Welsh snookerspeler
- Robert Walden (1943), Amerikaans acteur, filmregisseur en scenarioschrijver
- Willy Walden (1905-2003), Nederlands revueartiest en radiopresentator
- Kurt Waldheim (1918-2007), Oostenrijks secretaris-generaal van de VN (1972-1981) en bondspresident (1986-1992)
- Ralf Waldmann (1966), Duits motorcoureur
- Jan-Ove Waldner (1965), Zweeds tafeltennisser
- Petrus Waldo (12e eeuw), Frans religieus leider
- Tomasz Wałdoch (1971), Pools voetballer
- Howard Waldrop (1946-2024), Amerikaans schrijver
- Ruddy Walem (1967), Belgisch atleet
- Hermanus Johannes Maria Walenkamp (1871-1933), Nederlands architect en grafisch ontwerper
- Jimmy Wales (1966), Amerikaans internetondernemer (oprichter Wikipedia)
- Lech Wałęsa (1943), Pools president
- Aloïs Walgrave (1876-1930), Vlaams schrijver en dichter
- Charles Walgreen jr. (1906-2007), Amerikaans ondernemer
- Andrew Walker (1982), Canadees acteur
- Billy Walker (1897-1964), Engels voetballer en voetbalcoach
- Billy Walker (1929-2006), Amerikaans zanger
- Brad Walker (1981), Amerikaans atleet
- Charles Walker (1945), Amerikaans acteur, filmproducent en scenarioschrijver
- Chris Walker (1972), Brits motorcoureur
- David Walker (1941), Australisch autocoureur
- Dreama Walker (1986), Amerikaans actrice
- Eamonn Walker (1962), Brits acteur
- Francis Walker (1809-1874), Engels entomoloog
- Gary Walker (1942), Amerikaans drummer en zanger
- Hugo Walker (1933-2015), Nederlands honkballer, voetballer en sportverslaggever
- James Walker (1983), Brits autocoureur
- John Walker (1943-2011), Amerikaans zanger
- John Walker (1952), Nieuw-Zeelands atleet
- John E. Walker (1941), Brits scheikundige en Nobelprijswinnaar
- Melaine Walker (1983), Jamaicaans atlete
- Mort Walker (1923), Amerikaans striptekenaar
- Nicola Walker (1970), Brits actrice
- Paul Walker (1973-2013), Amerikaans acteur en fotomodel
- Peter Walker (1912-1984), Brits autocoureur
- Peter Walker (1932), Amerikaans architect
- Reggie Walker (1889-1951), Zuid-Afrikaans atleet
- Scott Walker (1943-2019), Amerikaans zanger
- Ty Walker (1997), Amerikaans snowboardster
- Walker Américo Frônio (1982), Braziliaans voetballer
- Alex Walkinshaw (1974), Engels acteur
- Roger Walkowiak (1927), Frans wielrenner
- Larry Wall (1949), Canadees computerprogrammeur
- Arno Wallaard (1979-2006), Nederlands voetballer
- Alfred Russel Wallace (1823-1913), Brits bioloog
- Andy Wallace (1961), Brits autocoureur
- Aria Wallace (1996), Amerikaans actrice
- Cason Wallace (2003), Amerikaans basketballer
- Daniel Wallace (1993), Brits zwemmer
- Edgar Wallace (1875-1932), Engels auteur
- George Wallace (1919-1998), Amerikaans politicus
- John Wallace (1962), Canadees roeier
- Les Wallace (1962), Schots darter
- Marcia Wallace (1942-2013), Amerikaans (stem)actrice
- Mike Wallace (1918-2012), Amerikaans journalist, televisiepresentator en mediapersoonlijkheid
- Ross Wallace (1985), Schots voetballer
- Tessa Wallace (1993), Australisch zwemster
- Otto Wallach (1847-1931), Duits scheikundige en Nobelprijswinnaar
- Gaston Wallaert (1889-1954), Belgisch kunstschilder en schrijver
- Gust Wallaert (1908-2002), Belgisch syndicalist en politicus
- Jacques Wallaert (1790-1848), Belgisch rooms-katholiek priester en volksvertegenwoordiger
- Lou Wallaert (11995), Belgisch voetballer
- Jacques Wallage (1946), Nederlands politicus
- Walter Wallberg (2000), Zweeds freestyleskiër
- Tim Wallburger (1989), Duits zwemmer
- Jean-Guy Wallemme (1967), Frans voetballer en trainer
- Raoul Wallenberg (1912-??), Zweeds diplomaat
- Augustus Desiré Waller (1856-1922), Brits fysioloog
- Egbertus Waller (1901-1982), Nederlands roeier en directeur CSM
- Fats Waller (1904-1943), Amerikaans jazzmuzikant
- Robert James Waller (1939-2017), Amerikaans schrijver
- Thomas Waller (1883-1966), Surinaams planter en politicus
- Immanuel Wallerstein (1930-2019), Amerikaans socioloog
- Phoebe Waller-Bridge (1985), Brits actrice, scenarioschrijfster en toneelregisseuse
- Rosine Wallez (1957), Belgisch atlete
- Herman Tammo Wallinga (1925-2018), Nederlands hoogleraar
- Barnes Wallis (1887-1979), Brits wetenschapper, luchtvaartingenieur en uitvinder
- John Wallis (1616-1703), Engels wiskundige
- Gerard Wallis de Vries (1936-2018), Nederlands politicus en omroepvoorzitter
- Tom Wallisch (1987), Amerikaans freestyleskiër
- Christian Wallumrød (1971), Noors componist en jazzpianist
- Eddy Wally (1932), Belgisch (Vlaams) zanger
- Walraad van Nassau-Ottweiler (1656-1705), gouverneur van Nijmegen (1695-1705)
- Walraad van Nassau-Usingen (1635-1702), graaf en vorst van Nassau-Usingen (1640-1702)
- Walram I van Nassau (ca. 1146-1198), graaf van Nassau (1176–1198)
- Walram II van Nassau (ca. 1220-1276), graaf van Nassau (1251-1276)
- Walram III van Nassau (1294-na 1324), graaf van Nassau (1312–1316)
- Walram IV van Nassau-Wiesbaden-Idstein (1348/54-1393), graaf van Nassau-Wiesbaden-Idstein (1370-1393)
- August Walrave (1812-1888), Belgisch politicus en bierbrouwer
- Sharon Walraven (1970), Nederlands paralympisch sportster
- Willem Walraven (1887-1943), Nederlands auteur en journalist
- Ben Walrecht (1911-1980), Nederlands kunstschilder en beeldhouwer
- Cor Wals (1911-1994), Nederlands wielrenner
- Hans van Walsem (1916-1943), Nederlands roeier
- Martin Walser (1927-2023), Duits schrijver
- Alex Walsh (2001), Amerikaans zwemster
- Bradley Walsh (1960), Brits acteur en televisiepresentator
- Don Walsh (1931-2023), Amerikaans oceanograaf
- Gretchen Walsh (2003), Amerikaans zwemster
- J.T. Walsh (1943-1998), Amerikaans acteur
- Kerri Walsh (1978), Amerikaans beachvolleybalspeelster
- Lawrence Walsh (1912-2014), Amerikaans rechter en advocaat
- Matt Walsh (1986), Amerikaans commentator en auteur
- M. Emmet Walsh (1935-2024), Amerikaans acteur
- Sandy Walsh (1995), Nederlands-Engels voetballer
- Francis Walsingham (ca. 1533-1590), Engelse ambassadeur en principal secretary
- Ray Walston (1914-2001), Amerikaans acteur
- Gerard van Walsum (1900-1980), Nederlands politicus
- Huib van Walsum (1932), Nederlands burgemeester
- Walter (1989), Spaans voetballer
- Harriet Walter (1950), Brits actrice
- Heini Walter (1927-2009), Zwitsers autocoureur
- Jean Walter (pseudoniem van Jean Wouman) (1922-2014), Belgisch zanger
- Jessica Walter (1941), Amerikaans actrice
- Ottmar Walter (1924-2013), Duits voetballer
- Simon Walter (1985), Zwitsers atleet
- Cornelius Walterius (ca. 1500-na 1577), Vlaams kanunnik en humanist
- Barbara Walters (1929-2022), Amerikaans journaliste en televisiepresentatrice
- David Walters (1987), Amerikaans zwemmer
- Jamie Walters (1969), Amerikaans acteur, zanger, en platenproducer
- Gesine Walther (1962), Oost-Duits atlete
- Waltger (rond 900), graaf van Teisterbant
- Henk Waltmans (1930-2013), Nederlands politicus en publicist
- Ernest Walton (1903-1995), Iers natuurkundige en Nobelprijswinnaar
- John Walton (1961), Engels darter
- William Walton (1902-1983), Brits componist
- William Theodore (Bill) Walton III (1952-2024), Amerikaans basketballer en sportjournalist
- Christoph Waltz (1956), Duits-Oostenrijks acteur
- Kenneth Waltz (1924-2013), Amerikaans politicoloog
- Lisa Waltz, Amerikaans actrice
- Christian Walz (1978), Zweeds artiest, producer en songwriter

## Wam
- Ernest Wamba dia Wamba (1942-2020), Congolees hoogleraar politieke filosofie, rebellenleider en politicus
- Hertha Wambacher (1903-1950), Oostenrijks natuurkundige
- Fernand Wambst (1912-1969), Frans wielrenner
- Gete Wami (1974), Ethiopisch atlete
- Mulugeta Wami (1982), Ethiopisch atleet
- Gabriëlla Wammes (1985), Nederlands turnster
- Jeffrey Wammes (1987), Nederlands turner
- Henk Wamsteker (1936), Nederlands roeier en chirurg

## Wan
- Sam Wanamaker (1919-1993), Amerikaans acteur en regisseur
- Zoë Wanamaker (1949), Amerikaans-Brits actrice
- Paulo Wanchope (1976), Costa Ricaans voetballer en voetbalcoach
- Jan Wandelaar (1690-1759), Nederlands kunstschilder, graveur en etser
- Paulus van Wandelen (1903-1942), Nederlands verzetsstrijder
- Gijs Wanders (1950), Nederlands journalist, nieuwslezer en kinderboekenschrijver
- baron von Wandsbek, pseudoniem van Achim-Helge Marquard Freiherr von Beust, (1917-2007), Duits advocaat en politicus
- An Wang (1920-1990), Chinees-Amerikaans informaticus en uitvinder
- Liu Wang (1969), Chinees ruimtevaarder
- Lulu Wang (1960), Chinees-Nederlands schrijfster
- Wang Meng (1985), Chinees shorttrackster
- Nina Wang (1937-2007), Chinees ondernemer
- Wang Chen (1974), Chinees tafeltennisster
- Wang Hao (1983), Chinees tafeltennisser
- Wang Jianjiahe (2002), Chinees zwemster
- Wang Liqin (1978), Chinees tafeltennisser
- Wang Nan (1978), Chinees tafeltennisster
- Wang Shixiang (1914-2009), Chinees kunst- en cultuurwetenschapper en dichter
- Wang Tao (1967), Chinees tafeltennisser
- Wang Xin (1992), Chinees schoonspringster
- Wang Xindi (1995), Chinees freestyleskiër
- Jimmy Wang Yu (1943-2022), Chinees acteur en regisseur
- Wang Yue Gu (1980), Chinees-Singaporees tafeltennisster
- Wang Zhen (1991), Chinees atleet
- Konrad Freiherr von Wangenheim (1909-1953), Duits ruiter
- Lucy Wangui (1984), Keniaans atlete
- Eugeniusz Waniek (1906-2009), Pools kunstschilder
- Daniel Wanjiru (1992), Keniaans atleet
- Samuel Wanjiru (1986-2011), Keniaans atleet
- Andreas Wank (1988), Duits schansspringer
- Carel van Wankum (1896-1961), Nederlands roeier en directeur van een scheepvaartbedrijf
- Frank Wanlass (1933-2010), Amerikaans elektrotechnicus
- Jan Baptist Wannyn (1867-1949), Belgisch activist in de Vlaamse beweging
- Johannes Wannyn (1908-2007), Belgisch arts en politicus
- Woltera Gerharda Wansink, pseudoniem van Tera de Marez Oyens, (1932-1996), Nederlands componiste
- Vincent van der Want (1985), Nederlands roeier

## Wap
- Harald Paul Wapenaar (1970), Nederlands voetbaldoelman
- Emmanuel de Wapenaert (1699-1770), Zuid-Nederlands ridder en burgemeester
- Lange Wapper, reus (Antwerpse folklore)
- Hugo Wapperom, Nederlands auteur
- Piet Wapperom (1913-1967), Nederlands verzetsstrijder
- Gustaaf Wappers (1803-1874), Vlaams kunstschilder
- Aaldert Wapstra (1922-2006), Nederlands natuurkundige en kernfysicus

## Waq
- Osman Waqialla (1925-2007), Sudanees kunstenaar
- Sa`d ibn Abi Waqqas (ca. 595-675), metgezel van Mohammed

## War

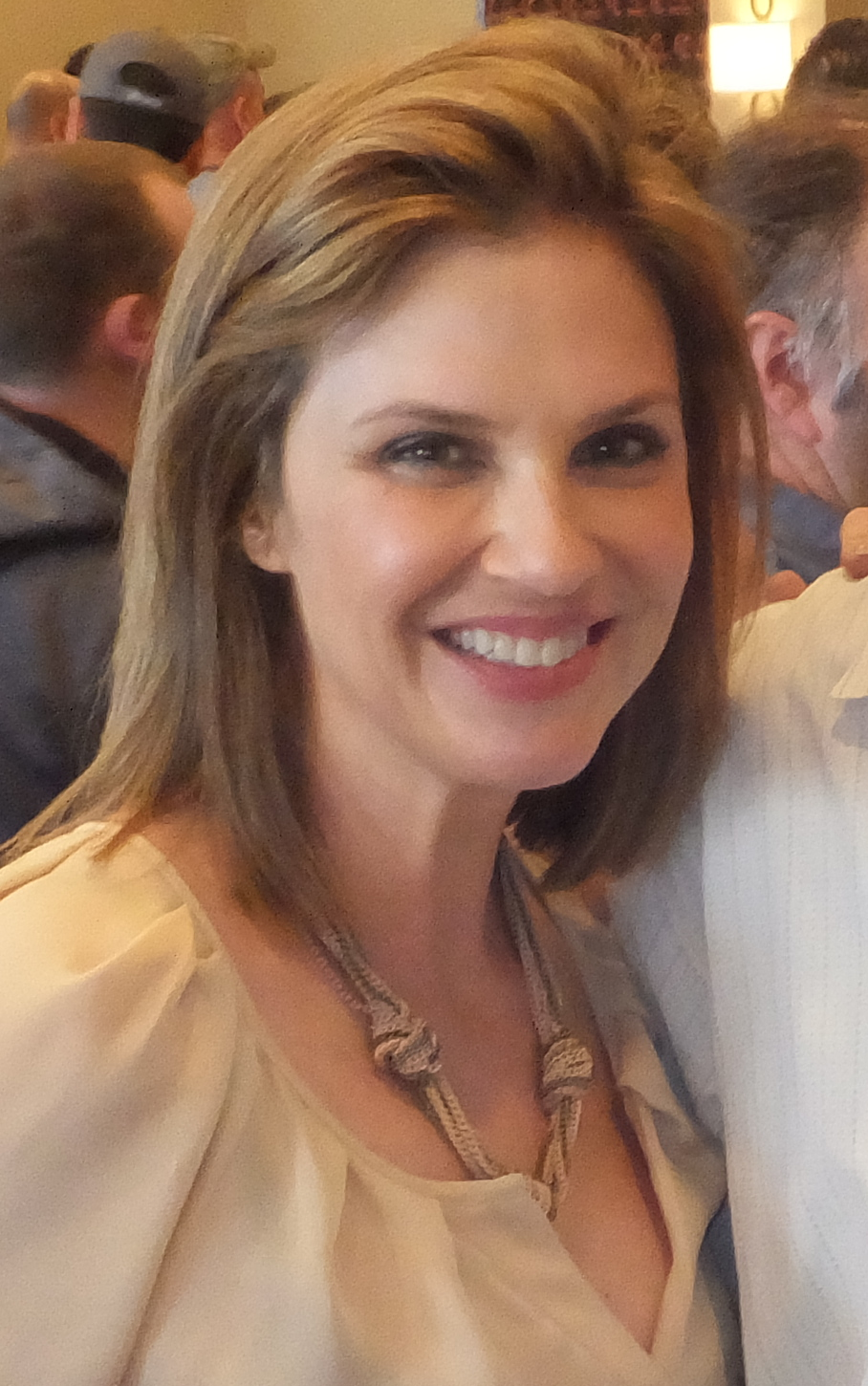
Megan Ward, 2014

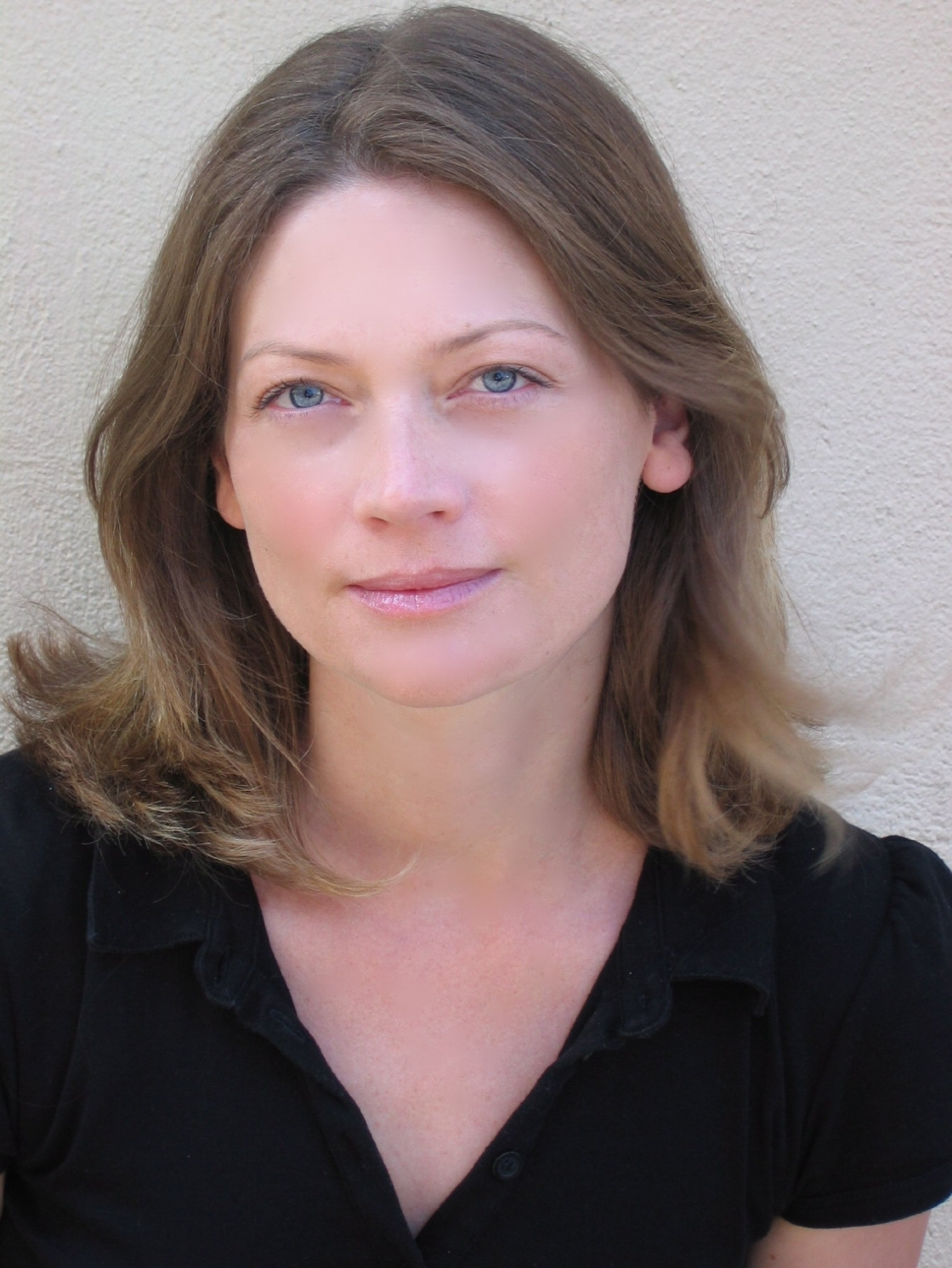
Sophie Ward

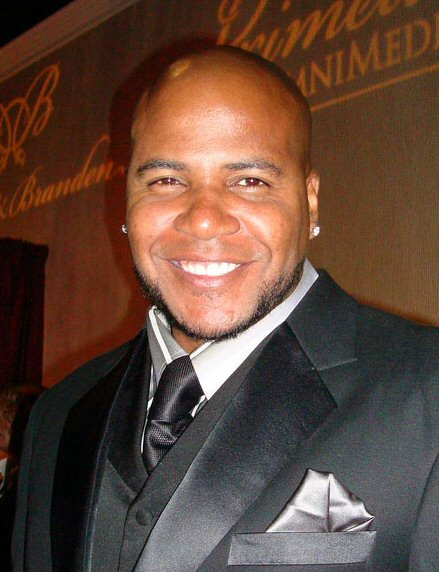
Vincent M. Ward, 2008

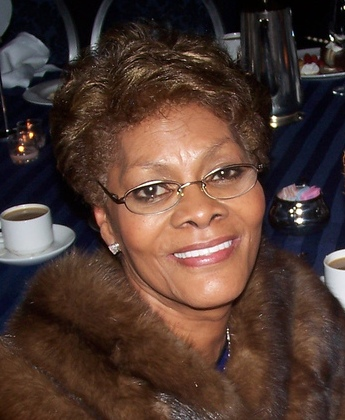
Dionne Warwick

- Emil Warburg (1846-1931), Duits natuurkundige
- Otto Heinrich Warburg (1883-1970), Duits fysioloog en Nobelprijswinnaar
- Burt Ward (1945), Amerikaans acteur
- Christopher Ward (1968), Brits schaker
- Fred Ward (1942-2022), Amerikaans acteur
- Gemma Ward (1987), Australisch model en actrice
- Harvie Ward (1925-2004), Amerikaans golfer
- Megan Ward (1969), Amerikaans actrice
- Myra Ward (1916-1990), Nederlands actrice
- Sela Ward (1956), Amerikaans actrice
- Sophie Ward (1964), Brits actrice
- Vincent M. Ward (1971), Amerikaans acteur
- Zack Ward (1970), Canadees acteur
- Harry Ward Leonard (1861-1915), Amerikaans elektrotechnicus
- Jack Warden (1920-2006), Amerikaans acteur
- Marjory Wardrop (1869-1909), Brits vertaalster van Georgische literatuur
- Oliver Wardrop (1864-1948), Brits diplomaat en vertaler van Georgische literatuur
- Cody Ware (1995), Amerikaans autocoureur
- Herta Ware (1917-2005), Amerikaans actrice
- Koko B. Ware (1957), Amerikaans professioneel worstelaar
- Kierston Wareing (1978), Brits actrice
- Andy Warhol (1928-1987), Amerikaans kunstenaar
- Paul Warhurst (1969), Engels voetballer
- Jeremy Wariner (1984), Amerikaans atleet
- Simon Warmenhoven (1904-1943), Nederlands verzetsstrijder in WOII
- Alex van Warmerdam (1952), Nederlands acteur, film- en toneelregisseur, schrijver, dichter, schilder en vormgever
- Cornelius Warmerdam (1915-2001), Amerikaans atleet
- Ellen Warmond (1930-2011), Nederlands dichteres
- Willem Warnaar (1867-1942), Nederlands ARP-politicus en bloembollenkweker
- Damian Warner (1989), Canadees atleet
- David Warner (1941-2022) Brits acteur
- Justyn Warner (1987), Canadees atleet
- Malcolm-Jamal Warner (1970-2025), Amerikaans acteur
- Marina Warner (1946), Brits schrijfster
- John Warnock (1940-2023), Amerikaans techondernemer
- A.J. Warren (20e eeuw), Engels filatelist
- Dave Warren (1925-2010), Australisch uitvinder van de zwarte doos
- Estella Warren (1978), Canadees actrice, fotomodel en synchroonzwemster
- Ethan Warren (1991), Amerikaans schoonspringer
- Hans Warren (1921-2001), Nederlands schrijver
- Mike Warren (1964), burgemeester van de Pitcairneilanden
- Robin Warren (1937-2024), Australisch patholoog en Nobelprijswinnaar
- Tony Warren (1936-2016), Brits scenarioschrijver
- Ruth Warrick (1915-2005), Amerikaans actrice
- Leroy Warriner (1919-2003), Amerikaans autocoureur
- Michael Warriner (1908-1986), Brits roeier
- Alan Warriner-Little (1962), Engels darter
- Don Warrington (1952), in Trinidad en Tobago geboren Brits acteur
- David Warshofsky (1961), Amerikaans acteur
- Freek van der Wart (1988), Nederlands shorttracker
- Sjoerd Wartena (1939), Nederlands roeier
- John Wartique (1990), Belgisch autocoureur
- Johann Wartner (1883-1963), Duits politicus
- Dionne Warwick (1940), Amerikaans zangeres
- Krzysztof Warzycha (1964), Pools voetballer en voetbalcoach
- Robert Warzycha (1963), Pools voetballer en voetbalcoach

## Was

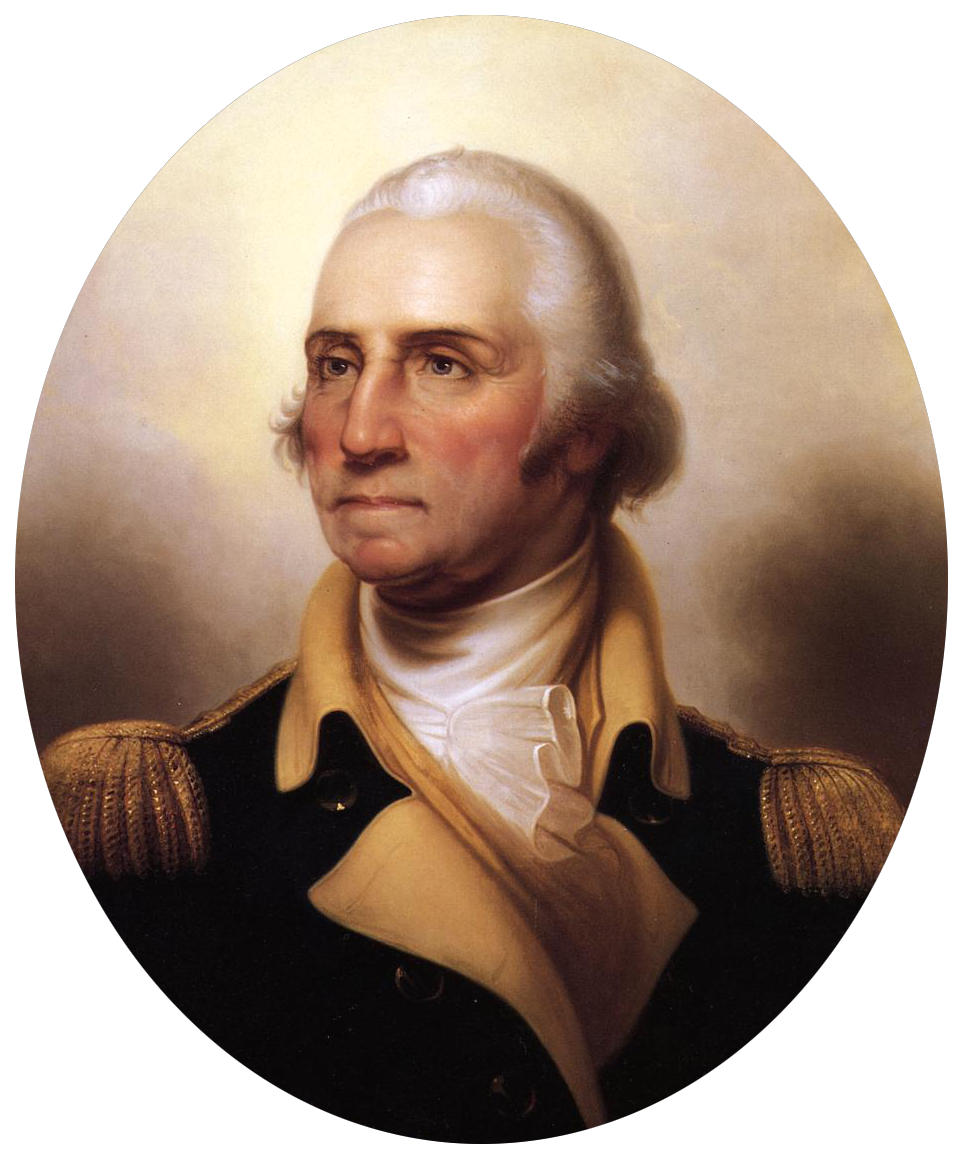
George Washington

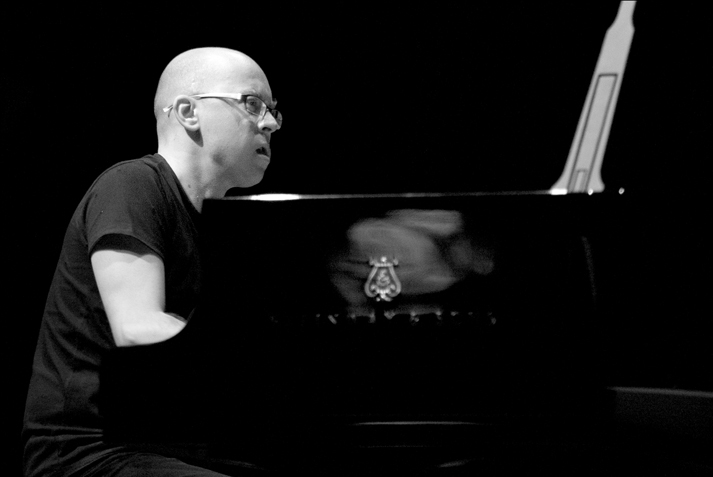
Marcin Wasilewski (jazzpianist, 2008)

- Marlene Wasden, bekend als Abby Dalton, (1935), Amerikaans actrice
- Robert Waseige (1939-2019), Belgisch voetballer en voetbalcoach
- Martha Wash (1953), Amerikaanse zangeres
- Philippe Washer (1924-2015), Belgisch tennisser
- Denzel Washington (1954), Amerikaans acteur
- George Washington (1732-1799), Amerikaans eerste president en opperbevelhebber
- Tyree Washington (1974), Amerikaans atleet
- Katarzyna Wasick (1992), Pools zwemster
- Konrad Wasielewski (1984), Pools roeier
- Mule Wasihun (1993), Ethiopisch atleet
- Audrey Wasilewski (1967), Amerikaans (stem)actrice
- Marcin Wasilewski (1975), Pools jazzpianist
- Marcin Wasilewski (1980), Pools voetballer
- Abdul Baser Wasiqi (1975), Afghaans atleet
- Erich Wasmann (1859-1931), Oostenrijks entomoloog en jezuïetenpater
- Yves de Wasseige (1925-2021), Belgisch senator
- Rogier Wassen (1976), Nederlands tennisser
- Bram Wassenaar (1944), Nederlands atleet
- Ron "Raw" Aaron Wasserman (1961), Amerikaans zanger, songwriter en componist
- Rick D. Wasserman, Amerikaans acteur
- Zbigniew Wassermann (1949-2010), Pools jurist en politicus (lid van de Sejm en oud-minister)
- Gert-Jan Wassink (1985), Nederlands atleet
- Willem F. Wassink (1888-1963), Nederlands oncologische chirurg
- Ernie George Wasson (1950), Amerikaans botanicus en tuinbouwkundige
- Bertha Waszklewicz-van Schilfgaarde (1850-1937), Nederlandse vredesactivist en publicist

## Wat

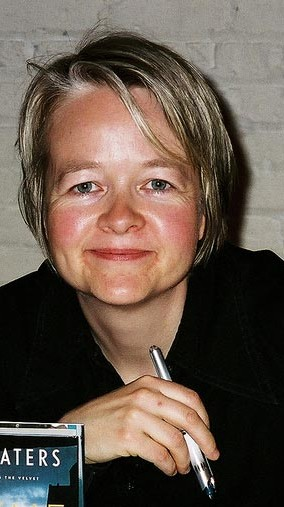
Sarah Waters

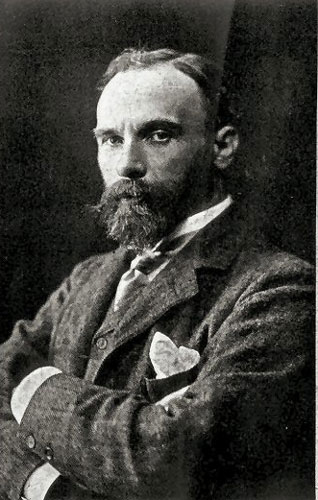
John William Waterhouse

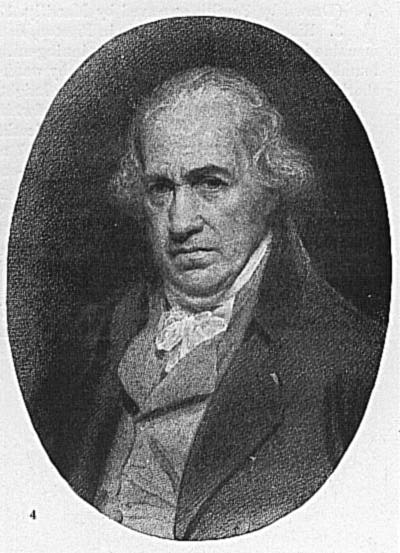
James Watt

- Akito Watabe (1988), Japans noordse combinatieskiër
- Yoshito Watabe (1991), Japans noordse combinatieskiër
- Gedde Watanabe (1955), Amerikaans acteur en stemacteur
- Ippei Watanabe (1997), Japans zwemmer
- Kanako Watanabe (1996), Japans zwemster
- Kazuki Watanabe (1990), Japans motorcoureur
- Watchman Nee (1903-1972), Chinees prediker
- Celsius Waterberg (1960), Surinaams arts en politicus
- Tjalling Waterbolk (1924-2020), Nederlands archeoloog
- Pieter Waterdrinker, pseudoniem van Pieter van der Sloot, (1961), Nederlands journalist en schrijver
- George Robert Waterhouse (1810–1888), Engels zoöloog
- John William Waterhouse (1849-1917), Engels kunstschilder
- Boy Waterman (1984), Nederlands voetbaldoelman
- Lewis Waterman (1837-1901), Amerikaans uitvinder
- Ronald Waterreus (1970), Nederlands voetballer
- Crystal Waters (1961), Amerikaanse zangeres
- John Waters (1946), Amerikaans regisseur
- Katarina Waters (1980), Engels worstelaarster
- Mark Waters (1964), Amerikaans filmregisseur.
- Muddy Waters (1913-1983), Amerikaans blueszanger
- Roger Waters (1943), Britse rockmusicus
- Sarah Waters (1966), Brits schrijfster
- Constant van Waterschoot (1940-2022), Nederlands politicus
- Norma Waterson (1939-2022), Brits musicus
- Anna Watkins (1983), Brits roeister
- Jesse Lamont Watkins, bekend als Jesse Lamont Martin, (1969), Amerikaans acteur
- Jessica Watkins (1988), Amerikaans ruimtevaarder
- Julien Watrin (1992), Belgisch atleet
- Jesse Bradford Watrouse, bekend als Jesse Bradford, (1979), Amerikaans acteur
- Angela Watson (1975), Amerikaans model en actrice
- Doc Watson (1923), Amerikaans musicus
- Emma Watson (1990), Brits actrice
- Graham Watson (1956), Brits politicus
- James Watson (1923), Amerikaans bioloog/biochemicus
- Jessica Watson (1993), Australisch zeiler
- John Broadus Watson (1878-1958), Amerikaans psycholoog
- Leslie Watson (1945-2024), Brits atlete
- Peyton Watson (2002), Amerikaans basketballer
- Robert Watson-Watt (1892-1973), Schots ingenieur
- James Watt (1736-1819), Schots ingenieur
- Kathy Watt (1964), Australisch wielrenster
- Mitchell Watt (1988), Australisch atleet
- Lawrence Watt-Evans (1954), Amerikaans schrijver
- James Wattana (1970), Thais snookerspeler
- Jean Antoine Watteau (1684-1721), Frans schilder
- Marie Wattel (1997), Frans zwemster
- Johanna Wattier (Ziesenis-) (1762-1827), Nederlands toneelspeelster
- John Wattilete (1955), president van de Republiek der Zuid-Molukken (RMS) (2010-)
- Charlie Watts (1941-2021), Brits drummer
- Danny Watts (1979), Brits autocoureur
- Reggie Watts (1972), Amerikaans musicus en komiek
- Paul Watzlawick (1921-2007), Oostenrijks-Amerikaans psycholoog, filoloog en communicatiewetenschapper

## Wau
- Nyron Wau (1982), Nederlands voetballer van Nederlands-Antilliaanse origine
- Florian Wautelet (1881-1929), Belgisch politicus en vakbondsbestuurder
- Jean Wautelet (1797-1870), Belgisch politicus
- Albrecht Wauters (1966), Belgisch radiopresentator
- Alex Wauters (1899-1965), Belgisch kunstschilder
- Ali Wauters (?), Belgisch acteur
- Alphonse Wauters (1817-1898), Belgisch historicus en archivaris
- Ann Wauters (1980), Belgisch basketbalspeler
- Arthur Wauters (1890-1960), Belgisch politicus
- August Wauters (1814-1887), Belgisch industrieel en politicus
- Dirk Wauters (1955), Belgisch bestuurder van de VRT
- Eddy Wauters (1933-2025), Belgisch voetballer en voetbalclubvoorzitter
- Émile Wauters (1846-1933), Belgisch kunstschilder
- Eric Wauters (1951-1999), Belgisch ruiter
- Eugène Wauters (1924-2008), Belgisch architect
- Herman Wauters (1929), Vlaams glazenier
- Jan Wauters (1939-2010), Belgisch sportjournalist
- Jean Wauters (1923-2014), Belgisch zakenman
- Jef Wauters (1927-2013), Belgisch kunstenaar
- Joos Wauters (1950), Belgisch syndicalist en politicus
- Joseph Wauters (1875-1929), Belgisch politicus
- Joseph Wauters (1906-1975), Belgisch wielrenner
- Jozef Wauters (1855-1919), Belgisch politicus
- Koen Wauters (1967), Vlaams zanger, presentator en acteur
- Kris Wauters (1964), Vlaams artiest
- Maggy Wauters (1953), Belgisch atlete
- Marc Wauters (1969), Belgisch wielrenner
- Nick Wauters (?), Belgisch scenarioschrijver, televisieproducent, televisieregisseur en editor
- Peggy Wauters (1968), Belgisch kunstenaar
- Regina Wauters (1795-1874), Belgisch onderneemster en brouwster
- Stef Wauters (1967), Belgisch journalist en nieuwsanker
- Willem Wauters (1989), Belgisch wielrenner
- Xavier Wauters (?), Belgisch voetballer

## Wav
- Archibald Percival Wavell (1883-1950), Brits veldmaarschalk
- Cornelis Bors van Waveren (1662-1722), Nederlands edelman, bestuurder en ondernemer
- José van Waveren (1956), Nederlands zangeres
- Quinten Waverijn (1926-2006), Nederlands politicus

## Waw
- Peter Wawerzinek (1954), Duits schrijver
- Stanislas Wawrinka (1985), Zwitsers tennisser
- Richard Wawro (1952-2006), Schots kunstenaar
- Jakub Wawrzyniak (1983), Pools voetballer

## Wax
- Ruby Wax, geboren als Ruby Wachs, (1953), Amerikaans comédienne
- Franz Waxman, geboren als Franz Wachsmann, (1906-1967), Amerikaans componist van Duitse komaf

## Way

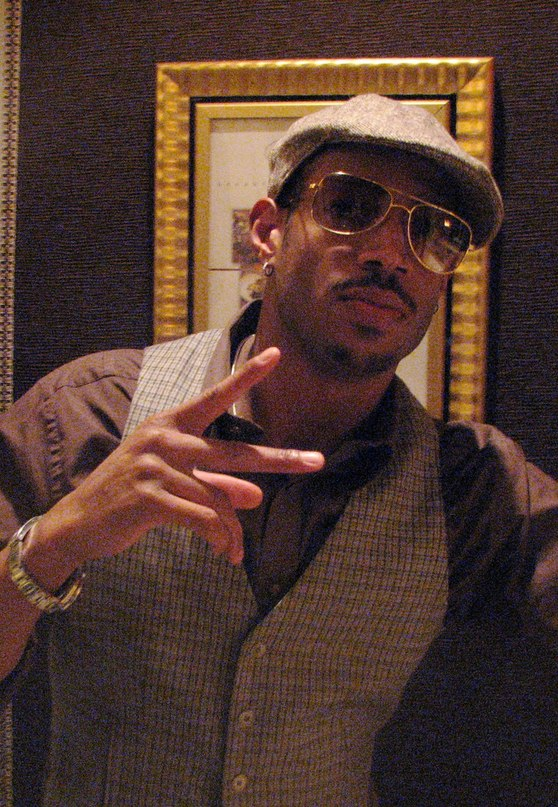
Marlon Wayans (2007)

- Andrea Way (1949), Amerikaans kunstenaar
- Danny Way (1974), Amerikaans skateboarder
- Gerard Arthur Way (1977), Amerikaans muzikant en zanger
- Michael James (Mikey) Way (1980), Amerikaans muzikant
- Paul Way (1962), Engels golfspeler
- Damon Kyle Wayans (1960), Amerikaans komisch acteur en schrijver
- Keenen Ivory Wayans (1958), Amerikaans acteur, komiek, filmregisseur en schrijver
- Marlon Wayans (1972), Amerikaans komische acteur en regisseur
- Shawn Wayans (1971), Amerikaans komische acteur
- Kristina Wayborn, pseudoniem van Britt-Inger Johansson, (1950), Zweeds atlete en actrice
- Daniël Ernest Joseph Carol Wayenberg (1929-2019), Nederlands pianist en componist
- Dirk Wayenberg (1955-2007), Belgisch wielrenner
- Jamie Waylett (1989), Engels acteur
- Waylon, pseudoniem van Willem Bijkerk, (1980), Nederlands zanger
- Alex Wayman (1921-2004), Amerikaans tibetoloog en Indiakundige
- Kellie Waymire (1967-2003), Amerikaans actrice
- Eunice Kathleen Waymon, bekend als Nina Simone, (1933-2003), Amerikaans singer-songwriter, pianiste en burgerrechtenactiviste
- Wayna Qhapaq (ca. 1465-1527), Inca-keizer
- David Wayne (1958-2005), Amerikaans zanger
- DJ Jan Wayne, pseudoniem van Jan Christiansen, (1974), Duits diskjockey
- Jeffrey (Jeff) Wayne (1943), Amerikaans muzikant en zanger
- John Wayne, pseudoniem van Marion Robert Morrison, (1907-1979), Amerikaans acteur
- Lil Wayne, pseudoniem van Michael Dwayne Carter, (1982), Amerikaans rapper
- Ronald Gerald (Ron) Wayne (1935), Amerikaans medeoprichter van Apple Computer

## Waz

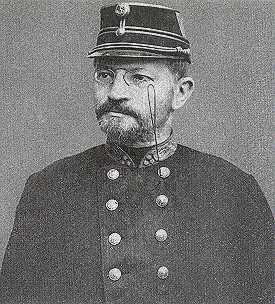
Wazenaar

- Wazenaar, pseudoniem van Amand de Vos, (1840-1906), Vlaams legerarts, schrijver, dichter en multatuliaan
- Karl Wazulek (1914-1958), Oostenrijks schaatser
- Jan Olbracht Wazy, bekend als Jan Albert Wasa, (1612-163), Pools kardinaal en prins-bisschop van Ermland en Krakau
- Wazza, pseudoniem van Samantha Warriner, (1971), Nieuw-Zeelands triatlete en aquatlete